# هيلاري بارتا
هيلاري بارتا (بالإنجليزية: Hilary Barta)‏ هو كاتب وفنان أمريكي، ولد في 17 يونيو 1957.